# Кому я принадлежу
«Кому я принадлежу» — художественный фильм режиссёра Мерьям Жубер совместного производства Франции, Канады и Туниса. Его премьера состоялась в феврале 2024 года в рамках основной программы 74-го Берлинского международного кинофестиваля.

## Сюжет
Главная героиня — тунисская женщина по имени Айша. Её старший сын возвращается с войны с загадочной беременной женой. Айша уверена, что эта женщина — не та, за кого себя выдаёт, и желание разоблачить борется в ней с любовью к сыну. Позже выявляется, что сноха Айши — призрак девушки, побитой камнями.

## В ролях
- Салха Насрауи
- Мохамед Грайя
- Малек Мешерги

## Премьера и восприятие
Премьера картины состоялась в феврале 2024 года на 74-м Берлинском международном кинофестивале. Фильм был включён в основную программу, но остался без наград.